# Rás Mumhan
La Rás Mumhan (aussi appelée Tour of Munster) est une course cycliste disputée le week-end de Pâques autour de Killorglin, dans le comté de Kerry,. Créée en 1957, cette compétition fait partie du calendrier national irlandais. Elle se déroule sur plusieurs étapes. 
L'édition 2020 est annulée en raison de la pandémie de Covid-19.

## Palmarès
| Année     | Vainqueur              | Deuxième          | Troisième         |
| --------- | ---------------------- | ----------------- | ----------------- |
| 1957      | Pat O'Meara            |                   |                   |
| 1958      | Gene Mangan (en)       |                   |                   |
| 1959      | John Gearon            |                   |                   |
| 1960      | Shay O'Hanlon          |                   |                   |
| 1961      | Noel Waddy             |                   |                   |
| 1962      | Michael Twomey         |                   |                   |
| 1963      | Sonny Cullen (en)      |                   |                   |
| 1964      | Shay O'Hanlon          |                   |                   |
| 1965      | Shay O'Hanlon          |                   |                   |
| 1966      | Shay O'Hanlon          |                   |                   |
| 1967      | Paddy Flanagan (en)    |                   |                   |
| 1968      | Mike O'Donaghue (en)   |                   |                   |
| 1969      | Mike O'Donaghue (en)   |                   |                   |
| 1970      | Mike O'Donaghue (en)   |                   |                   |
| 1971      | Brian Connaughton (en) |                   |                   |
| 1972      | Seamus Kennedy (en)    |                   |                   |
| 1973      | Mick Cahill            |                   |                   |
| 1974      | Colm Nulty (en)        |                   |                   |
| 1975      | John Mangan (en)       |                   |                   |
| 1976      | Larry Clarke           |                   |                   |
| 1977      | Bobby Power            |                   |                   |
| 1978      | Michael Breen          |                   |                   |
| 1979-1981 | Pas organisé           | Pas organisé      | Pas organisé      |
| 1982      | Stephen Delaney (en)   |                   |                   |
| 1983      | Anthony O'Gorman       |                   |                   |
| 1984      | David McCall           |                   |                   |
| 1985-1986 | Pas organisé           | Pas organisé      | Pas organisé      |
| 1987      | Bernie McCormack       |                   |                   |
| 1988      | Larry Power            |                   |                   |
| 1989-1997 | Pas organisé           | Pas organisé      | Pas organisé      |
| 1998      | Brian Kenneally        |                   |                   |
| 1999      | Stephen O'Sullivan     |                   |                   |
| 2000      | Paddy Moriarty         |                   |                   |
| 2001      | Eugene Moriarty        |                   |                   |
| 2002      | Kevin Dawson           | Mark Lovatt (en)  | Brian Kenneally   |
| 2003      | Kevin Dawson           | Eugene Moriarty   | Tim Barry         |
| 2004      | Russell Downing        | David O'Loughlin  | Dean Downing      |
| 2005      | John Dempsey           | Conor Murphy      | Paul Griffin      |
| 2006      | Paul Healion           | Martin O'Loughlin | Simon Kelly       |
| 2007      | Brian Kenneally        | Paul Griffin      | Isaac Speirs      |
| 2008      | Ciarán Power           | Tino Haakman      | Paul Griffin      |
| 2009      | Brian Kenneally        | Paul Griffin      | Dion Beukeboom    |
| 2010      | Tim Barry              | Wim Botman        | Neill Delahaye    |
| 2011      | Sean Lacey             | Christian Varley  | Neill Delahaye    |
| 2012      | Dennis Bakker          | Ryan Sherlock     | Colin Parry       |
| 2013      | Damien Shaw            | Harry Sweering    | Michael Ashurst   |
| 2014      | Mark Dowling           | Patrick Clarke    | Sjors Dekker      |
| 2015      | Sean McKenna           | Bryan McCrystal   | Alastair Macaulay |
| 2016      | Chris McGlinchey       | Alastair Macaulay | Bryan McCrystal   |
| 2017      | Dillon Byrne           | Tom Mazzone       | Ronan McLaughlin  |
| 2018      | Conor Hennebry         | Toby Atkins       | Sean McKenna      |
| 2019      | Ben Healy              | Alex Luhrs        | Mark Dowling      |
| 2020-2021 | annulé                 |                   |                   |
| 2022      | Lindsay Watson         | Darragh McCarter  | Monte Guerrini    |
| 2023      | Finn Crockett          | Ewan Warren       | Matthew Warhurst  |
| 2024      | Luke Tuckwell          | Dominic Jackson   | Tom Martin        |
| 2025      | Tom Martin             | Jamie Whitcher    | Willem O'Connor   |